# Propustná výkonnost
Propustná výkonnost (propustnost) je v železniční nebo jiné kolejové dopravě veličina, která udává počet úkonů (především jízd vlaků a posunujících dílů), které je možno realizovat na daném úseku, místě nebo jiném prvku trati za výpočetní dobu. Výpočetní doba je zvolený časový úsek, kterým bývá nejčastěji 1440 minut, tj. jeden den. Zjednodušeně řečeno udává kapacitní možnosti daného prvku.
V železniční dopravě se nejčastěji setkáváme s propustností následujících prvků železniční dráhy:
- propustnost traťové koleje, traťového úseku nebo celé železniční trati
- propustnost stanic
- propustnost zhlaví

Propustnost dále dělíme na:
- maximální
- praktickou

## Maximální propustná výkonnost
Maximální propustnost je propustnost vypočtená za ideálních podmínek, kdy na sebe jednotlivé úkony (např. jízdy vlaků) bezprostředně navazují a na daném prvku se nevyskytují žádné výluky, či jiné manipulace, které omezují provedení daných úkonů.
Vzorec pro výpočet maximální propustnosti:
{\displaystyle N_{max}={\frac {T}{t_{obs}}}}
kde:
Nmax = maximální propustná výkonnost
T = výpočetní čas (1440 minut v případě denní propustnosti; u zařízení, která jsou nerovnoměrně zatížena je vhodnější výpočet propustnosti pro špičkové období, např. pro 60 nebo 120 minut)
tobs = průměrný čas potřebný k uskutečnění dané technologické operace (např. jízda vlaku, posun atd.)

## Praktická propustná výkonnost
Realitu však vystihuje praktická propustnost, která zahrnuje výluky a omezující manipulace a také odráží stochastický charakter železniční dopravy, kdy jednotlivé úkony na sebe bezprostředně nenavazují (tj. vlaky nejedou podle toho, aby to vycházelo dobře z matematického hlediska, ale aby bylo vyhověno přáním cestujících a přepravců).
Vzorec pro orientační výpočet praktické propustné výkonnosti (veškeré časy se zadávají v minutách):
{\displaystyle n={\frac {T-(T_{v{\acute {y}}l}+T_{st{\acute {a}}l})}{t_{obs}+t_{dod}+t_{ru{\check {s}}}}}}
kde:
n = praktická propustná výkonnost daného zařízení nebo jeho prvku
T = výpočetní čas (zpravidla 1440 minut, tj. jeden den, případně kratší pro výpočet za špičkové období)
Tvýl – celkový čas, po který je daný prvek vyloučen z provozu z předem známých důvodů (např. pravidelné prohlídky, plánované rekonstrukce apod.)
Tstál – celkový čas stálých manipulací, tj. čas, po který je dané zařízení obsazeno jinými úkony, než těmi, pro které je zjišťována propustnost
tobs – technologický čas obsazení zařízení (prvku) úkonem, pro který je zjišťována propustnost (např. jedna jízda vlaku přes zhlaví, tj. úkonem je jízda vlaku, prvkem je zhlaví)
tdod – průměrný čas připadající na jeden úkon, který se skládá:
- z času, o který je nutné prodloužit čas obsazení daného zařízení (prvku ) z toho důvodu, že jeho uvolnění brání obsazení jiného zařízení (prvku)
- z času na vyrovnání nepravidelností a zpoždění

truš – průměrný čas z celkového času pravděpodobného vzájemného rušení úkonů, které vzniká na zařízeních (prvcích) proto, že není možné prováděn úkony na daném prvku současně (např. není možné, aby zhlavím projížděly dva vlaky současně)